# 河童橋

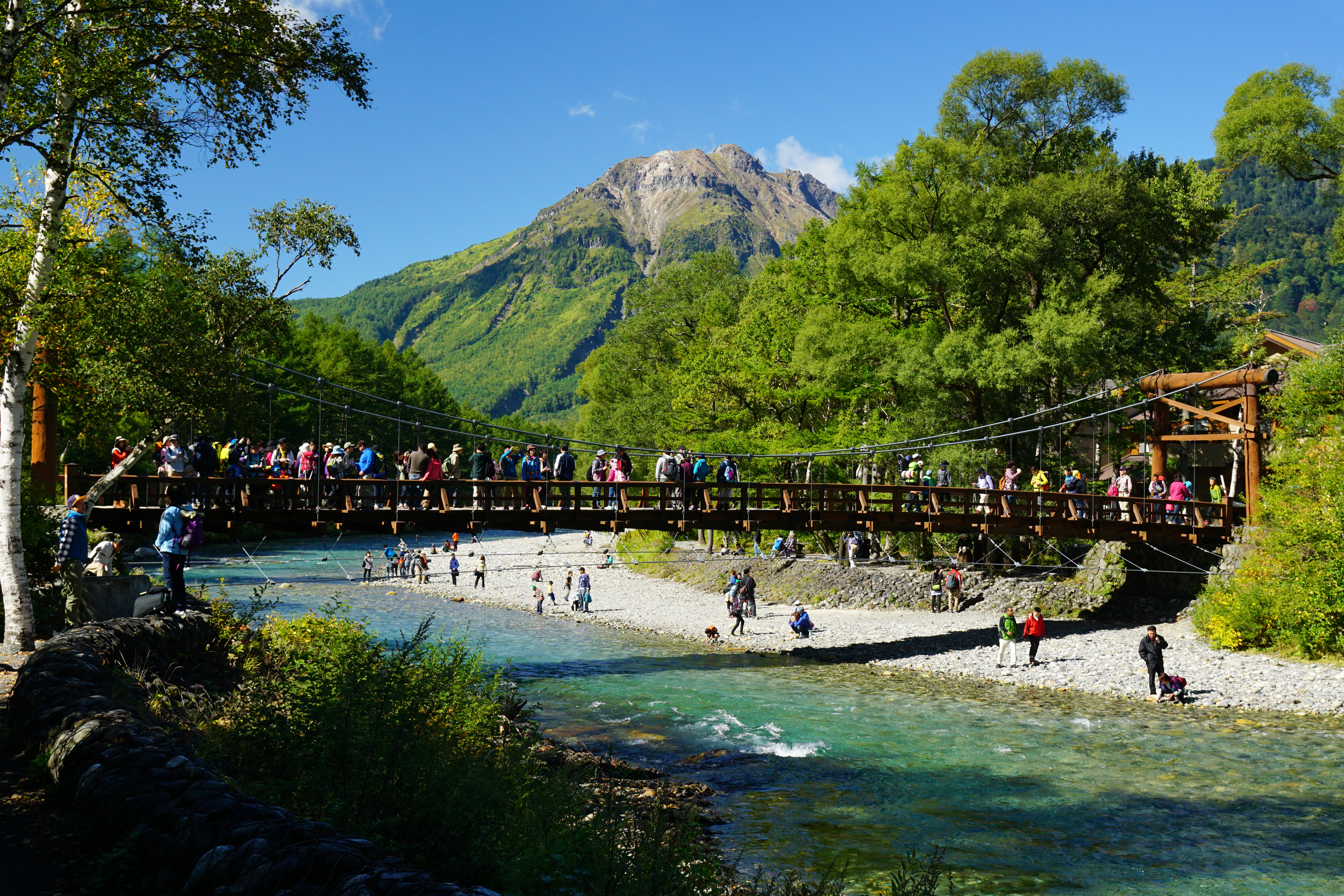
上流側から撮影。背景は焼岳

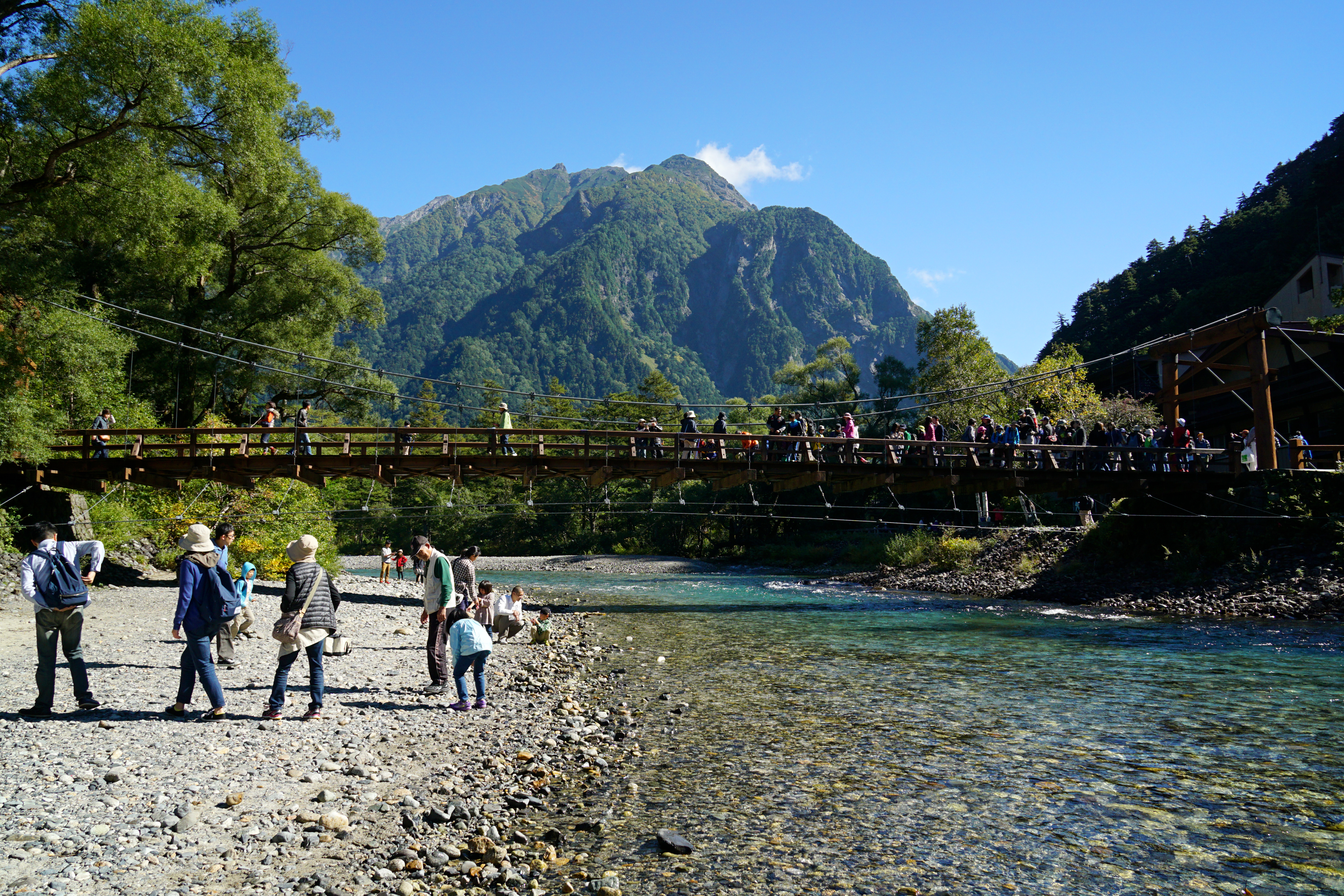
下流側から撮影。背景は明神岳

河童橋（かっぱばし）は、長野県松本市安曇上高地の梓川に架かる木製の吊橋。

## 概要
古くはこの場所は河童淵と呼ばれていたという。
1891年（明治24年）に初めて橋が架けられた。全長37m、幅3.1m、長さ36.6mのカラマツ製の橋。中部山岳国立公園内の標高約1,500mに位置する。この橋から穂高岳、焼岳などの山々を望むことができる。上高地を象徴するのシンボルの一つである。毎年4月27日にアルペンホルンの演奏と共に橋の袂で『上高地開山祭』が開催されている。11月15日には、『上高地閉山祭』が開催されている。ケショウヤナギの巨木が周辺の河畔に群生している。
橋は過去に4回架け替えられており、それぞれ1代目、2代目、3代目、4代目、5代目（現在）とある。
河童橋という名前の由来には諸説あり、
- 昔ここに、河童が住みそうな深い淵があったため。
- まだ橋のなかった時代、衣類を頭に乗せて川を渡った人々が河童に似ていたから。

などがある。
1927年、芥川龍之介が小説『河童』の中で河童橋を登場させたことでより知られるようになった。

## 歴史
- 1891年（明治24年） - 設置（初代）[3]。
- 1910年（明治43年） - 丸太の跳ね橋を吊り橋に変更[4]。
- 1930年（昭和5年） - 橋の架け替え（2代目）。
- 1957年（昭和32年） - 橋の架け替え（3代目）。
- 1975年（昭和50年） - 橋の架け替え（4代目 現在欄干の一部が上高地ビジターセンターに保存されている）。
- 1997年（平成9年）7月 - 橋の架け替え（5代目）[5]。
- 2009年（平成21年） - 造幣局が、表面に河童橋と風景をデザインした長野県の「地方自治法施行60周年記念貨幣」である千円銀貨幣を発行した[6]。
- 2010年（平成22年）5月12日 - 郵便局の信越支社が、河童橋つり橋100周年を記念して『上高地 河童橋』のふるさとフレーム切手を発行した[7]。

## 周辺施設
周辺には以下のホテルなどの宿泊施設と売店、キャンプ場などがある。各施設は冬期等を除くシーズン期間中に営業を行っている。
五千尺ホテルの前を通り、清水川の小さな流れを渡れば小梨平に着く。ここにはビジターセンターやキャンプ場などがある。ビジターセンターには上高地の自然に関する写真などが展示されている。キャンプ場はカラマツ林に囲まれた静かなところだ。
- 梓川左岸
  - 上高地バスターミナル
  - 上高地ビジターセンター[11]
  - 東京医科大学上高地診療所
  - 上高地郵便局[12]
  - 五千尺ホテル - 78人収容
  - 上高地アルプス山荘 -10室
  - 上高地帝国ホテル - 156人収容
  - 小梨平キャンプ場 - ケビン、バンガロー、テント400張
- 梓川右岸
  - ホテル白樺荘 - 200人収容
  - 五千尺ロッジ - 78人収容
  - 上高地西糸屋山荘 - 200人収容
  - 上高地アルペンホテル - 150人収容
  - ウェストン碑
  - 上高地ルミエスタホテル（旧・上高地清水屋ホテル） - 97人収容
  - 上高地温泉ホテル - 180人収容

## ギャラリー

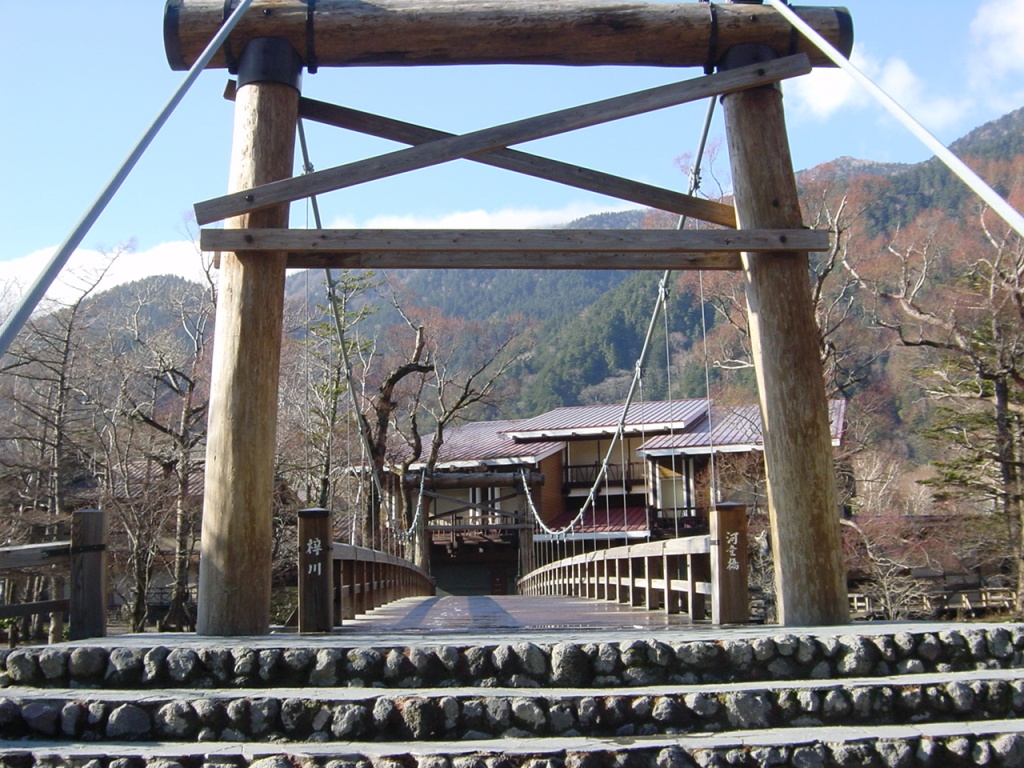
袂より
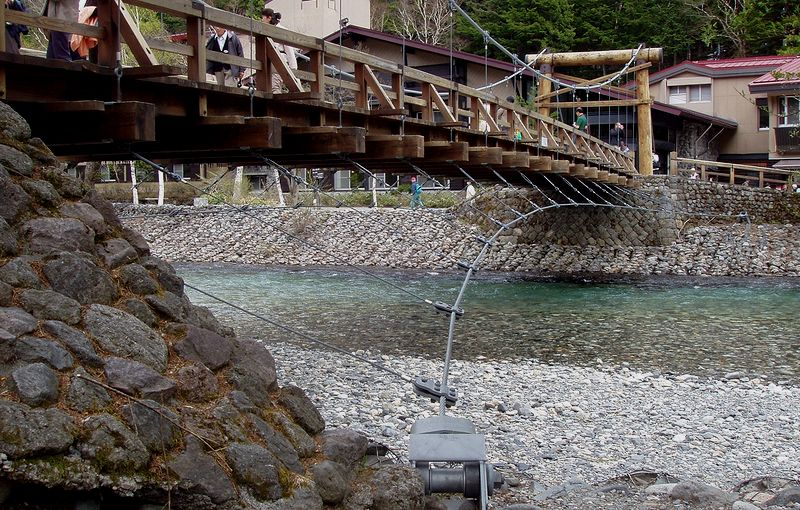
河童橋を真横から見る（2008年5月13日撮影）
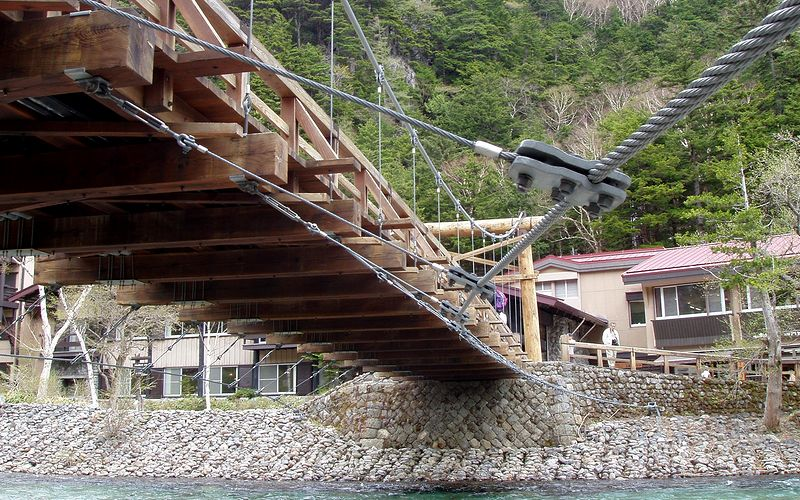
河童橋を下から見上げる（2008年5月13日撮影）